# Antonio Pennarella
Antonio Pennarella (Napoli, 27 maggio 1960 – Napoli, 24 agosto 2018) è stato un attore italiano.

## Biografia
Pennarella ha svolto il mestiere di attore dall'età di venti anni fino alla morte. Negli anni ottanta lavorò solamente in teatro. Dagli anni novanta fu accreditato nei titoli di testa di vari film distribuiti al cinema. Fu interprete in quattro pellicole proiettate alla 54ª Mostra internazionale d'arte cinematografica di Venezia nel 1997. Tra le altre pellicole in cui recitò nel corso degli anni, Leoni di Pietro Parolin, Sodoma - L'altra faccia di Gomorra di Vincenzo Pirozzi, Indivisibili di Edoardo De Angelis, Pater familias di Francesco Patierno, L'uomo spezzato di Stefano Calvagna, Noi e la Giulia di Edoardo Leo.
Pennarella recitò anche nelle fiction televisive, e venne definito «un volto noto della tv». Il suo debutto nelle fiction avvenne con un ruolo minore nella miniserie televisiva Una lepre con la faccia di bambina, composta da due puntate, trasmesse originariamente in prima visione il 22 e il 23 marzo 1989, quando le fiction non erano ancora chiamate con il termine fiction, bensì con il termine sceneggiato. Pennarella recitò in alcuni telefilm, interpretando i personaggi presenti in uno solo o in pochi episodi, personaggi legati quindi ad un segmento limitato dell'economia narrativa: Il maresciallo Rocca, La squadra, Provaci ancora prof!, Capri - La terza stagione, Il tredicesimo apostolo - La rivelazione. In particolare, nel 1999 partecipò a La squadra nel ruolo di un personaggio implicato in uno dei tanti casi da risolvere. Successivamente, partecipò al telefilm sequel La nuova squadra nel ruolo di Alberto Lenzi, un personaggio secondario presente in diversi episodi, un ruolo del tutto slegato dalla precedente partecipazione a La squadra: lo stesso fatto si verificò per i colleghi Carmine Recano, Teresa Saponangelo, Gianni Parisi, Francesco Di Leva e Antonio Milo.
Tra il 2004 e il 2007, Pennarella fu un componente del cast fisso del telefilm La stagione dei delitti, interpretando il personaggio comprimario Ciro Cuomo per tutti i 10 episodi della serie. Nel 2008 partecipò alla miniserie televisiva Il coraggio di Angela nel ruolo di Gegè, il più fidato scagnozzo di un capomafia. Nel 2011, Pennarella partecipò come attore, insieme ai colleghi Federico Tocci, Marcella Granito e Salvio Simeoli, al videoclip della canzone 'O pitbull del solista Ciccio Merolla. Questo video, con la regia di Gennaro Silvestro, ottenne un riconoscimento al Premio Roma Videoclip nel novembre del 2011. Dal 2011 al 2016 partecipò al serial televisivo Un posto al sole nel ruolo del personaggio ricorrente Nunzio Vintariello.
Nel 2013 Pennarella recitò nel telefilm Il clan dei camorristi nel ruolo del personaggio fittizio Luigi Marino. Nel 2015 partecipò alle due puntate di Sotto copertura per la regia di Giulio Manfredonia nel ruolo del boss della camorra Michele Zagaria. Successivamente, nella miniserie sequel del 2017, il ruolo di Michele Zagaria venne assegnato ad Alessandro Preziosi, il che causò l'estromissione di Pennarella dal cast della fiction. Nel 2016 fu un componente del cast principale del TV movie Il sindaco pescatore in cui interpretò Claudio Vassallo, fratello di Angelo Vassallo, un politico italiano assassinato dalla criminalità organizzata. Il suo ultimo personaggio interpretato è Don Achille Carracci nella serie televisiva L'amica geniale, basata sull'omonima serie letteraria di romanzi di Elena Ferrante. È morto il 24 agosto 2018 a 58 anni a causa di una malattia.

## Teatro
- Tatuaggi – di Enrico Fiore, regia di Laura Angiulli[21] (2000)
- Caligola – di Albert Camus, regia di Orlando Cinque[22] (2010)
- Il divorzio dei compromessi sposi – di Carlo Buccirosso,[23] regia di Carlo Buccirosso[24] (2015)

## Filmografia

### Cinema
- Il sogno della farfalla, regia di Marco Bellocchio (1994)
- I buchi neri, regia di Pappi Corsicato (1995)
- Il verificatore, regia di Stefano Incerti (1995)
- Santo Stefano, regia di Angelo Pasquini (1997)
- Il diavolo in bottiglia, episodio de I vesuviani, regia di Stefano Incerti (1997)
- Giro di lune tra terra e mare, regia di Giuseppe M. Gaudino (1997)
- Tatuaggi, regia di Laura Angiulli (1997)
- Lontano in fondo agli occhi, regia di Giuseppe Rocca (2000)
- Animali che attraversano la strada, regia di Isabella Sandri (2000)
- Nella terra di nessuno, regia di Gianfranco Giagni (2000)
- Luna rossa, regia di Antonio Capuano (2001)
- Gli indesiderabili, regia di Pasquale Scimeca (2003)
- Verso nord, regia di Stefano Reali (2004)
- L'uomo spezzato, regia di Stefano Calvagna (2005)
- Sulla mia pelle, regia di Valerio Jalongo (2005)
- La guerra di Mario, regia di Antonio Capuano (2005)
- Marcello Marcello, regia di Denis Rabaglia (2008)
- Le ombre rosse, regia di Citto Maselli (2009)
- Noi credevamo, regia di Mario Martone (2010)
- Romanzo di una strage, regia di Marco Tullio Giordana (2012)
- Anni felici, regia di Daniele Luchetti (2013)
- Sodoma - L'altra faccia di Gomorra, regia di Vincenzo Pirozzi (2013)
- Song'e Napule, regia dei Manetti Bros. (2013)
- Take Five, regia di Guido Lombardi (2013)
- Dimmelo con il cuore, regia di Alfonso Ciccarelli (2014)
- Perez., regia di Edoardo De Angelis (2014)
- Doppia luce – cortometraggio, regia di Laszlo Barbo (2015)
- Leoni, regia di Pietro Parolin (2015)
- Noi e la Giulia, regia di Edoardo Leo (2015)
- Natale col boss, regia di Volfango De Biasi (2015)
- Indivisibili, regia di Edoardo De Angelis (2016)
- Nato a Casal di Principe, regia di Bruno Oliviero (2017)
- La vita in comune, regia di Edoardo Winspeare (2017)
- Terra bruciata! Il laboratorio italiano della ferocia nazista, documentario, regia di Luca Gianfrancesco (2018)

### Televisione
- Una lepre con la faccia di bambina, regia di Gianni Serra – miniserie TV (1989)
- Il maresciallo Rocca – serie TV, episodio 1x06 (1996)
- Il compagno, regia di Citto Maselli – film TV (1999)
- La squadra – serie TV, episodio 1x01 (2000)
- L'attentatuni - Il grande attentato, regia di Claudio Bonivento – miniserie TV (2001)
- Rosafuria, regia di Gianfranco Albano – film TV (2003)
- Vite a perdere, regia di Paolo Bianchini – miniserie TV (2004)
- La stagione dei delitti – serie TV, 10 episodi (2004-2007)
- Distretto di Polizia 6, regia di Antonello Grimaldi – serie TV, episodio 6x06 (2006)
- La terza verità, regia di Stefano Reali – miniserie TV (2007)
- Il coraggio di Angela, regia di Luciano Manuzzi – miniserie TV (2008)
- Provaci ancora prof! – serie TV, episodio 3x08 (2008)
- Capri - Terza stagione – serie TV, 2 episodi (2010)
- Un posto al sole – serie TV (2011-2016)
- Il caso Enzo Tortora - Dove eravamo rimasti?, regia di Ricky Tognazzi – miniserie TV (2012)
- Il clan dei camorristi – serie TV (2013)
- Per amore del mio popolo, regia di Antonio Frazzi – miniserie TV (2014)
- Il tredicesimo apostolo - La rivelazione – serie TV, 2 episodi (2014)
- Mister Ignis - L'operaio che fondò un impero, regia di Luciano Manuzzi – miniserie TV (2014)
- Squadra antimafia 6 – serie TV, 7 episodi (2014)
- Sotto copertura - La cattura di Iovine, regia di Giulio Manfredonia – miniserie TV (2015)
- Lea, regia di Marco Tullio Giordana – film TV (2015)
- Il sindaco pescatore, regia di Maurizio Zaccaro – film TV (2016)
- Sirene, regia di Davide Marengo – serie TV (2017)
- L'amica geniale, regia di Saverio Costanzo – serie TV (2018) - postuma
- Maxi - Il grande processo alla mafia, regia di Graziano Conversano – serie TV (2018) - postuma